# Campionato mondiale giovanile di scherma 1959
Il Campionato mondiale juniores di scherma del 1959 ("1959 World Juniors Fencing Championships") è stato organizzato dalla Federazione internazionale della scherma e si è svolto a Parigi in Francia dal 28 al 31 marzo.
Nel fioretto, si sono aggiudicati i titoli del campionato mondiale il lussemburghese Jean Link, che ha battuto in finale il tedesco Tim Gerresheim, e la sovietica Valentina Prudskova che ha avuto la meglio sulla rumena Olga Orban-Szabo.
Nella spada il sovietico Bruno Habārovs ha battuto in finale l'italiano Gianluigi Saccaro, ottenendo il titolo mondiale juniores maschile..
Nella sciabola il polacco Ryszard Wladyslaw Parulski prevale sul magiaro Péter Bakonyi.

## Podi

### Uomini
| Specialità  | Oro                        | Argento           | Bronzo               |
| Individuali |                            |                   |                      |
| Fioretto    | Jean Link                  | Tim Gerresheim    | Laszlo Kamuti        |
| Spada       | Bruno Habārovs             | Gianluigi Saccaro | Tanase Muresanu      |
| Sciabola    | Ryszard Wladyslaw Parulski | Péter Bakonyi     | Boudewijn Heidenrijk |

### Donne
| Specialità  | Oro                 | Argento          | Bronzo                |
| Individuali |                     |                  |                       |
| Fioretto    | Valentina Prudskova | Olga Orban-Szabo | Nina Johanna Kleijweg |

## Medagliere
| Pos.   | Nazione          | Oro | Argento | Bronzo | Totale |
| ------ | ---------------- | --- | ------- | ------ | ------ |
| 1      | Unione Sovietica | 2   | 0       | 0      | 2      |
| 2      | Polonia          | 1   | 0       | 0      | 1      |
| 2      | Lussemburgo      | 1   | 0       | 0      | 1      |
| 4      | Ungheria         | 0   | 1       | 1      | 2      |
| 4      | Romania          | 0   | 1       | 1      | 2      |
| 6      | Italia           | 0   | 1       | 0      | 1      |
| 6      | Germania         | 0   | 1       | 0      | 1      |
| 8      | Paesi Bassi      | 0   | 0       | 2      | 2      |
| Totale | Totale           | 4   | 4       | 4      | 12     |